# معادلات ناویه–استوکس
معادلات ناویه-استوکس مدل ریاضی حاکم بر حرکات، جریانات، و دینامیک سیالات (اعمّ از مایعات یا گازها) را تشکیل می‌دهد.
در فیزیک، معادلات ناویر-استوکس (/nævˈjeɪ stoʊks/ nav-YAY STOHKS) معادلات دیفرانسیل جزئی خاصی هستند که حرکت مواد سیال ویسکوز را توصیف می‌کنند که به نام مهندس و فیزیکدان فرانسوی کلود لوئیس ناویر و فیزیکدان و ریاضی دان انگلیسی-ایرلندی و جرج گابریل استوکس نام‌گذاری شده است. آنها طی چندین دهه، از ۱۸۲۲ (ناویر) تا ۱۸۴۲–۱۸۵۰ (استوکس) نظریه خود را توسعه دادند.
معادلات ناویه استوکس به صورت ریاضی قانون بقای تکانه را بیان می کند و همینطور قانون بقای جرم برای سیالات نیوتونی.این معادلات گاهی اوقات با معادله حالات مربوط به فشار، دما و چگالی همراه هستند.این معادلات با استفاده از قانون دوم نیوتون برای حرکت سیالات با فرض بر این که تنش در سیال برابر با مجموع دیفیوژن جز ویسکوز است.
تفاوت بین معادلات ناویه استوکس و معادلات اویلر در این است که معادلات ناویه استوکس ویسکوزیته را در نظر می گیرند،در حالی که مدل معادلات اویلر فقط جریان غیر ویسکوز را در نظر می گیرد.در نتیجه ناویه استوکس یک معادله سهموی است که خواص تحلیلی بهتری دارد.
معادلات ناویه استوکس در زمینه های بسیاری مفید هستند زیرا فیزیک بسیاری از پدیده های علمی و مهندسی را توصیف می کنند. این معادلات ممکن است برای مدل سازی آب و هوا، جریان های اقیانوسی، جریان آب در لوله، و جریان هوا در اطراف بال مورد استفاده قرار گیرند.
معادلات ناویه استوکس به شکل ساده و کامل خود، در زمینه هواپیمایی و ماشینی، تحقیق روی جریان خون، طراحی نیروگاه، آنالیز آلودگی هوا و بسیاری مشکلات دیگر کمک میکند. می توان از آنها برای مدل سازی و مطالعه استفاده کرد‌.همچنین معادلات ناویه استوکس از لحاظ ریاضی جالب توجه هستند.علیرغم نرخ وسیع کاربرد های عملی آن ها،هنوز ثابت نشده است که آیا جواب هموار همیشه در بعد سوم وجود دارد یا خیر؟اگرچه آنها بطور نامحدود قابل تمایز هستند.به این مسئله وجود و همواری ناویه استوکس گفته می شود.موسسات ریاضی clay این مسئله را یکی از هفت مسئله ی باز مهم ریاضیات نامیده است و جایزه ای یک میلیون دلاری برای حل آن در نظر گرفته است‌.

## فرم معادله ناویه-استوکس
در دستگاه مرجع لخت معادله ناویه-استوکس در کلی‌ترین حالت به شکل زیر است:
{\displaystyle \rho \left({\frac {\partial \mathbf {v} }{\partial t}}+\mathbf {v} \cdot \nabla \mathbf {v} \right)=-\nabla p+\nabla \cdot \mathbb {T} +\mathbf {f} }

## معادلات ناویه-استوکس برای سیالات تراکم ناپذیر
{\displaystyle \rho ({\frac {\partial {\bf {u}}}{\partial t}}+{\bf {u\cdot \nabla u}})=\nabla \cdot {\bf {\sigma }}+{\bf {f}}=-\nabla p+\mu \nabla ^{2}{\bf {u+{\bf {f}}}}}
در سیالات تراکم ناپذیر داریم:
{\displaystyle \nabla \cdot {\bf {\tau }}=\nabla \cdot (2\mu {\bf {\varepsilon )=\mu \nabla \cdot (\nabla {\bf {u}}+(\nabla {\bf {u}})^{T})=\mu \nabla ^{2}{\bf {u}}}}}
- {\displaystyle {\bf {f}}} به‌طور کلی نشان‌دهنده نیروهای خارجی دیگر (مثل نیروی جاذبه) است.

## توضیح جزئیات معادلات
در این معادلات تانسور تنش به شکل زیر نمایش داده می‌شود:
- {\displaystyle {\bf {\sigma }}=-p{\bf {I}}+{\bf {T}}} که آن را می‌توان به دو بخش فشار منفی در واحد ماتریکسی تانسور و تانسور لزجت مثبت (نیروهای بین ملوکولی) تقسیم کرد.
- {\displaystyle {\bf {\tau =2\mu {\bf {\varepsilon }}}}} در سیالات تراکم ناپذیر تانسور لزجت برابر است با دو در ضریب لزجت (یک سیال نیوتنی) در تانسور نرخ کرنش.
- {\displaystyle {\bf {\varepsilon ={\frac {1}{2}}(\nabla {\bf {u}}+(\nabla {\bf {u}})^{T})}}} مشخصات تانسور کرنشی